# Tratado de Valognes
El Tratado de Valognes firmado el 10 de septiembre de 1355 en Valognes, Normandía, fue un tratado establecido entre el rey Juan II de Francia y el rey Carlos II de Navarra, confirmando el Tratado de Mantes, firmado el año anterior.

## Contexto histórico
Tras el acuerdo alcanzado en Mantes Carlos II se había presentado ante Juan II en el Parlamento de París (4 de marzo de 1354) buscando el perdón «para él, sus hermanos y cómplices de la muerte del condestable» Carlos de España.
Seis meses después de su firma, «nadie se cuidaba dar cumplimiento al Tratado de Mantes» y personas cercanas al rey de Navarra «presentaron una reclamación al Consejo del rey francés para que tuviera efectividad.» (París, 17 de agosto de 1754).
Lejos de diluirse el resentimiento mutuo entre ambos monarcas los acontecimientos fueron tensando la relación y «movieron a Carlos II a ausentarse en secreto de Normandía y a presentarse en Aviñón, donde en el mes de noviembre se celebraban conferencias para poner fin a la lucha franco-inglesa.» Hay constancia de que mantuvo contactos con los cardenales de Ostia y de Bolonia así como con el duque de Láncaster que, además, disponía de «plenos poderes para concretar una alianza con él.» Tras su paso por Aviñón Carlos II puso rumbo a Pamplona aprovechando Juan II tal ausencia «para apoderarse de todas las tierras del rey de Navarra, salvo seis plazas fuertes donde había guarnición de navarros — Evreux, Pont-Audemer, Cherburgo, Gavray, Avianches y Mortain— los cuales respondieron que sólo las entregarían a su rey.»
La respuesta del rey navarro no se demoró y en la primavera de 1355 recluta tropas en Navarra y fleta naves en Fuenterrabia y otros puertos, «haciendo gran acopio de víveres y armas.» Finalmente el embarque se realiza desde Bayona, entonces bajo control inglés, «desembarcando en Cherburgo a principios de agosto.» El rey inglés, Eduardo III mantenía dos escuadras en el Támesis, bajo el mando del Príncipe de Gales y del duque de Láncaster, dispuestas a intervenir si así lo solicitaba Carlos II que en persona mandaba la expedición navarra compuesta de 2.000 hombres. Estas maniobras terminaron teniendo «el carácter intimidatorio deseado» y empujaron al monarca francés el envío de tropas de contención ante la amenaza inglesa al mismo tiempo que «parlamentarios para negociar con el rey de Navarra.»

## Firma de un nuevo tratado
Juan el Bueno cedió una vez más a las instancias de las reinas Juana de Evreux y Blanca, tía y hermana de Carlos II, del papa, de la nobleza, del pueblo y hasta de sus consejeros que reclamaban paz con el navarro, y se llegó al Tratado de Valognes.
En efecto, Carlos II de Navarra se quejó del maltrato recibido por Juan II de Francia. El rey de Navarra logra el amparo del papa Inocencio VI y del Consejo Real, que pedía clemencia para el rey navarro. El rey francés desconfiaba de los ingleses, pero, a pesar de todo, Juan II el Bueno aceptó, a regañadientes, tratar con su yerno, el rey de Navarra.
El tratado fue firmado en Valognes el 10 de septiembre de 1355 y confirmaba lo estipulado en el Tratado de Mantes. Además, el rey de Francia devolvió todas las plazas de Normandía así como sus privilegios a Carlos II de Navarra. Con su cambio de actitud, el rey de Navarra canceló los planes que Eduardo III de Inglaterra había hecho para el futuro.